# Ladislav Hauptmann
Ladislav Hauptmann, psán též Hauptman (10. června 1895, Praha – 6. listopadu 1971, Praha) byl stavební inženýr, sportovec, rozhodčí a přední sportovní funkcionář (spoluzakladatel plavání v ČR, člen síně slávy Českého plavání ČSPS, dlouholetý člen Československého olympijského výboru ČOV, přední činovník a čestný předseda FINA, předseda LEN). Jako propagátor plavání a plaveckých sportů se přičinil o vznik a popularitu plaveckých sportů nejen v dřívějším Československu, ale i po celém světě.

## Život
Pracoval jako stavební inženýr v Praze (podílel se na výstavbě Barrandovské čtvrti, teras a Barrandovského plaveckého bazénu se skokanskou věží). Patřil mezi nejvýznamnější pracovníky a organizátory českého a mezinárodního plaveckého sportu. Je zakladatel Českého plaveckého klubu (ČPK) v Praze a ne náhodou se ustavující schůze konala právě v bytě u Hauptmannů v prosinci roku 1918. Zakládající schůze se zúčastnilo třináct lidí. Pět bratrských dvojic: Lancingerové, Kallmůnzerové, Širsové, Špirhanzlové a Hauptmannové. Dále byl zakladatelem Československého amatérského plaveckého svazu (ČsAPS), v němž působil ve funkcích předsedy a také mezinárodního funkcionáře a rozhodčího. Také byl předním činovníkem v mezinárodní plavecké organizaci (FINA) a později i v evropské plavecké lize (LEN), jejíž byl zakládajícím funkcionářem. Byl také dlouholetým členem Československého olympijského výboru (ČOV) a významným mezinárodním rozhodčím na plaveckých a skokanských soutěžích na OH v Antverpách, Amsterodamu, Berlíně a Londýně. Jeho přátelé byli například Václav Mária Havel, Jan Masaryk, Vladimír Grégr a mnozí další významní lidé z politického, společenského nebo sportovního života například Běla Friedländerová (první manželka V.M. Havla). Významný architekt té doby Vladimír Grégr, dokonce Ing. Ladislavu Hauptmannovi navrhoval jeho vilu na Zahradním městě, která zde stojí dodnes Vila Hauptmann. Ing. Ladislav Hauptmann zemřel 6. listopadu 1971. Další informace nebo artefakty o Ing. Ladislavu Hauptmannovi můžete najít ve sbírkách archivu dějin tělesné výchovy a sportu v Národním muzeu, archivu ČOV, archivu Českého rozhlasu nebo archivu České televize.

### Plavání
Patřil mezi nejvýznamnější pracovníky a organizátory českého a mezinárodního plaveckého sportu. Je zakladatel Českého plaveckého klubu (ČPK) a Československého amatérského plaveckého svazu (ČsAPS). Také byl předním činovníkem v mezinárodní plavecké organizaci (FINA) a později i v evropské plavecké lize (LEN), jejímž byl zakládajícím funkcionářem. Byl také dlouholetým členem Československého olympijského výboru (ČOV) a významným mezinárodním rozhodčím na plaveckých a skokanských soutěžích.
Nová éra plavání v ČR. První závodní bazén (i pro mezinárodní závody) na Barrandově...citace z knihy V. M. Havla, Mé vzpomínky: Myšlenku zřízení plaveckého stadiónu sledovali u nás ze známých mi členů ČPK zejména Ing. Ladislav Hauptmann, v té době též vedoucí funkcionář plavecké asociace, a Ing. arch. Václav Kolátor.
Ing. Ladislav Hauptmann byl i prvním komentátorem plavání (vodního póla) v ČR. První komentovaný přenos proběhl v rádiu (Radiojournal – Český rozhlas)

### Skoky do vody
Prvním klubem, který se systematicky věnoval skokanskému sportu v Česku byl Československý plavecký klub (ČPK). Za vedení Ing. Ladislava Hauptmanna a Ing. Sedláčka docházelo k časté mezinárodní konfrontaci našich závodníků, kteří v tehdejší době dosahovali vynikající mezinárodní úrovně. První bezkonkurenční skokanskou věží s dvěma odrazovými plošinami ve výšce pět a deset metrů (plavecký bazén Barrandov) pomáhal realizovat Ing. Ladislav Hauptmann s Ing. arch. Václavem Kolátorem a V. M. Havlem. Ing. Ladislav Hauptmann – byl domácí a mezinárodní rozhodčí. Jako první na světě vymyslel při bodovém hodnocení, že nejvyšší a nejnižší známka se škrtá. Následně tento druh známkování přenesli do svého sportu další sportovní odvětví jako např. skoky na lyžích, krasobruslení ad.

### Vodní pólo
Prvním klubem, který se systematicky věnoval vodnímu pólu, byl Československý plavecký klub (ČPK). Za vedení Ing. Ladislava Hauptmanna a tajemníka Ing. Hofbauera. Ing. Ladislav Hauptmann byl dokonce i prvním komentátorem vodního póla v ČR. První komentovaný přenos proběhl v rádiu (Radiojournal – Český rozhlas).

### První závodní bazén (Barrandov)
V. M. Havel pozemek lomu nabídl společnosti Českého plaveckého klubu (ČPK) a do přesných plánů výstavby plaveckého stadionu zasvětil funkcionáře plavecké asociace inženýra Ladislava Hauptmanna (2). Ten pak spolu s dalšími členy Českého plaveckého klubu, s architekty Jaroslavem Kalvachem a Václavem Kolátorem (jedním z největších odborníků na stavby koupališť a plaveckých stadiónů) a předsedou klubu O. Petříkem ustavili komisi, která realizaci stavby finančně promyslela a následně schválila její realizaci. Nádherný sportovní bazén o rozměrech 50×18 m, první bezkonkurenční skokanskou věží s dvěma odrazovými plošinami ve výšce pět a deset metrů, a tribuny až pro 3000 osob. Roku 1930 byl slavnostně otevřen plavecký stadion v Praze pod Barrandovem. Bylo také uspořádáno mistrovství Československa na 50metrovém bazénu. Díky modernímu plaveckému stadionu se mohly v ČR pořádat mezinárodní plavecké závody.

### Český olympijský výbor
Ing. Ladislav Hauptmann byl dlouholetý člen Československého olympijského výboru (ČOV). Olympijské hry (1936) v Berlíně a film Olympia, který měl premiéru v Berlíně u příležitosti oslav Hitlerových narozenin 20. dubna 1938 (například ve Spojených státech se ale film setkal s tvrdě odmítavými postoji, protože veškeré fotografování a filmování na olympijských sportovištích podléhalo přísné kontrole říšského ministerstva propagandy a zahraniční reportéři měli vstup na sportoviště zakázaný). V Československu bylo jeho promítání plánováno začátkem května na dny kolem 10. června 1938. Uvědomme si však, o jaké období v dějinách Československé republiky se jednalo. Po anšlusu Rakouska v březnu 1938 se dále stupňovaly útoky nacistů vůči Československé republice, která 20. května 1938 částečně mobilizovala...ze zápisu schůze ČOV se dozvídáme, že promítání filmu se stalo ožehavou záležitostí: "Ing. Hauptmann se dotazuje, zda má ČOV dále jednati o promítání filmu XI. Olympijských her v Berlíně, a zda vůbec dnešní situace byl by již vhodná k uspořádání filmových představení. Ing. Hauptmann na další schůzi ústředního výboru ČOV oznámil, že film bylo dovolené přivést a dát k cenzuře. V poslední schůzi bylo rozhodnuto, zadati promítání jako soukromé, jelikož se neví, zda promítání v nynější době by ČOV prospělo. Z pozdějších zápisů ale vyplývá, že premiéra uskutečněna nebyla.

### Mezinárodní plavecká federaci FINA (Fédération Internationale de Natation)
Ladislav Hauptmann byl členem FINA mezi roky 1936–1952. Dále byl také mezi roky 1946–1952 předsedou (sekretářem) technické komise skoků do vody a mezi lety 1948–1952 byl dokonce viceprezidentem FINA. V roce 1961 byl jmenován pro velké zásluhy čestným členem Mezinárodní plavecké federace.

### Evropská plavecká liga LEN (Ligue Européenne de Natation)
Organizace, která sdružuje plavecké svazy států Evropy. Ing. Ladislav Hauptmann byl členem LEN mezi roky 1934–1950. Od roku 1934 byl viceprezidentem LEN a mezi lety 1948–1950 byl dokonce prezidentem LEN.

### Český tenisový svaz
Ing. Ladislav Hauptmann se měl stát předsedou (dnešní funkce prezident) Československého tenisového svazu, ale nakonec zastával na tenisovém svazu místopředsedu.

### Funkcionářská kariéra
1918 – v prosinci 1918 vznikl u Hauptmannů doma Český plavecký klub (ČPK). Zakládající schůze se zúčastnilo třináct lidí. Pět bratrských dvojic: Lancingerové, Kallmůnzerové, Širsové, Špirhanzlové a Hauptmannové.
1919 – 21. prosince 1919 vznikl Český amatérský plavecký svaz (ČsAPS). Spoluzakladatelem byl Ing. Ladislav Hauptmann. ČsAPS vstupuje do FINA.
1925 – Díky panu Ing. Hauptmannovi byl v Praze kongres FINA za účasti delegátů 19 států.
1927 – Byla založena evropská plavecká liga LEN (Ligue européenne de natation) a jejím spoluzakladatelem byl Ing. Ladislav Hauptmann. První sportovní přenosy ve vysílání Radiojournalu (Český rozhlas) – vodní pólo a plavání komentuje Ing. Ladislav Hauptmann
1930 – Slavnostně otevřen plavecký stadion v Praze pod Barrandovem (díky Václavu Marii Havlovi, Ing. Ladislavovi Hauptmannovi a Ing. arch. Václavu Kolátorovi). Bylo také uspořádáno mistrovství Československa na 50metrovém bazénu.
1931 – Ing. Hauptmann se stal členem předsednictva LEN – Evropská plavecká liga (Ligue Européenne de Natation)
1933 – Ing. Hauptmann (ČAPS) uzavřel dohodu o spolupráci se Sokolem (tatínek Hauptmanna a jeho strýc byl spoluzakladatelem Sokola). Dohoda se zakládala především na provádění výuky základního plavání pro děti, které na školách trvá dodnes.
1934 – Ing. Hauptmann se stává viceprezidentem LEN – Evropská plavecká liga (Ligue Européenne de Natation)
1948–1950 Ing. Hauptmann se stal prezidentem LEN – Evropská plavecká liga (Ligue Européenne de Natation)
1951 Ing. Ladislav Hauptmann se musel vzdát funkce dlouholetého sekretáře FINA, protože nemohl z politických důvodů jezdit za hranice.
1954 – Byla udělena Ing. Hauptmannovi zlatá medaile FINA – Mezinárodní plavecká federace (International Swimming Federation). Bylo to od FINA krásné gesto viz. rok 1951 a politické důvody.
1956 – Na Olympijských hrách v Melbourne (1956) byl Ing. Hauptmann jmenován čestným členem předsednictva FINA – Mezinárodní plavecká federace (International Swimming Federation)
1968 – Olympiáda Mexiko (1968) – Ing. Ladislav Hauptmann byl tak významná osoba (funkcionář), že ještě v roce 1968 byl zván na největší vrcholné sportovní události, ale tou dobou už byl vážně nemocný.
1919–1971 Funkcionář Českého plaveckého klubu (ČKP), Českého olympijského výboru (ČOV), Evropské plavecké ligy (LEN), Mezinárodní plavecké federace (FINA), významný mezinárodním rozhodčím na plaveckých a skokanských soutěžích na OH v Antverpách, Amsterodamu, Berlíně a Londýně.